# بخش مرکزی شهرستان مشهد
بخش مرکزی شهرستان مشهد یکی از بخش‌های شهرستان مشهد در استان خراسان رضوی ایران به مرکزیت شهر مشهد است.که کمتر توسعه یافته ست

## تقسیمات کشوری
بخش مرکزی شهرستان مشهد در سال ۱۳۱۶ تأسیس شده‌است. این بخش شامل شش دهستان و یک شهر است:
- بخش مرکزی شهرستان مشهد:
  - دهستان تبادکان
  - دهستان درزآب
  - دهستان طوس
  - دهستان کارده
  - دهستان کنویست
  - دهستان میان ولایت

شهرها: مشهد

## جمعیت
بنابر سرشماری مرکز آمار ایران، جمعیت بخش مرکزی شهرستان مشهد در سال ۱۳۸۵ برابر با ۲٬۶۹۷٬۱۹۵ نفر بوده است. جمعیت این بخش در سال ۱۳۹۰ به ۲٬۹۹۱٬۶۴۴ نفر (در ۸۶۷٬۲۰۵ خانوار) رسیده‌است.